# Jewgienij Doliwo-Dolinski
Jewgienij Pietrowicz Doliwo-Dolinski, ros. Евгений Петрович Доливо-Долинский (ur. 7 grudnia 1874, zm. 21 września 1951 w Paryżu) – rosyjski wojskowy (pułkownik), szef rosyjskiej misji wojskowej, a następnie agent wojskowy Rosyjskiej Misji Dyplomatycznej w Polsce podczas wojny domowej w Rosji, emigracyjny działacz kombatancki.

## Życiorys
Ukończył gimnazjum w Pryłukach, zaś w 1897 r. szkołę wojskową w Moskwie. Służył w stopniu podporucznika w 5 Kijowskim Pułku Grenadierów, a następnie w lejbgwardii Piotrogradzkiego Pułku. W 1901 r. awansował do stopnia porucznika, zaś w 1905 r. kapitana. W 1908 r. ukończył Nikołajewską Akademię Sztabu Generalnego. Następnie dowodził kompanią w 12 Astrachańskim Pułku Grenadierów, zaś od 1909 r. w 75 Sewastopolskim Pułku Piechoty. W 1911 r. objął funkcję starszego adiutanta sztabu 26 Dywizji Piechoty. W tym samym roku został starszym adiutantem sztabu Kijowskiego Okręgu Wojskowego. W 1912 r. odznaczono go Orderem św. Stanisława 3 klasy. 
Brał udział w I wojnie światowej. W 1914 r. awansował na podpułkownika. Pełnił obowiązki szefa wydziału zarządu generał-kwatermistrza (wywiad wojskowy) sztabu Frontu Południowo-Zachodniego. Pod koniec 1915 r. został pułkownikiem. We wrześniu 1917 r. z powodu choroby przeniesiono go do rezerwy oficerskiej przy sztabie Kijowskiego Okręgu Wojskowego. Według części źródeł mianowano go generałem majorem. W 1918 r. przystąpił do Białych. Został dowódcą Pułku Husarskiego im. grafa Kellera w składzie Zachodniej Armii Ochotniczej. Następnie objął funkcję przewodniczącego misji wojskowej gen. Antona I. Denikina, która przybyła do Warszawy. Od 1920 r. był agentem wojskowym Rosyjskiej Misji Dyplomatycznej. W 1921 r. wyjechał do Francji. Mieszkał w Paryżu, gdzie został szefem Kancelarii Strażnika Carskiego Tronu. W maju 1924 r. zwolniono go z tej funkcji. Ponadto przewodniczył Stowarzyszeniu Grenadierskiemu i miejscowemu oddziałowi Stowarzyszenia lejbgwardii Pułku Piotrogradzkiego.